# Premusia zibellina
Premusia zibellina är en fjärilsart som beskrevs av Felder 1874. Premusia zibellina ingår i släktet Premusia och familjen nattflyn. Inga underarter finns listade i Catalogue of Life.